# Alonso Berruguete

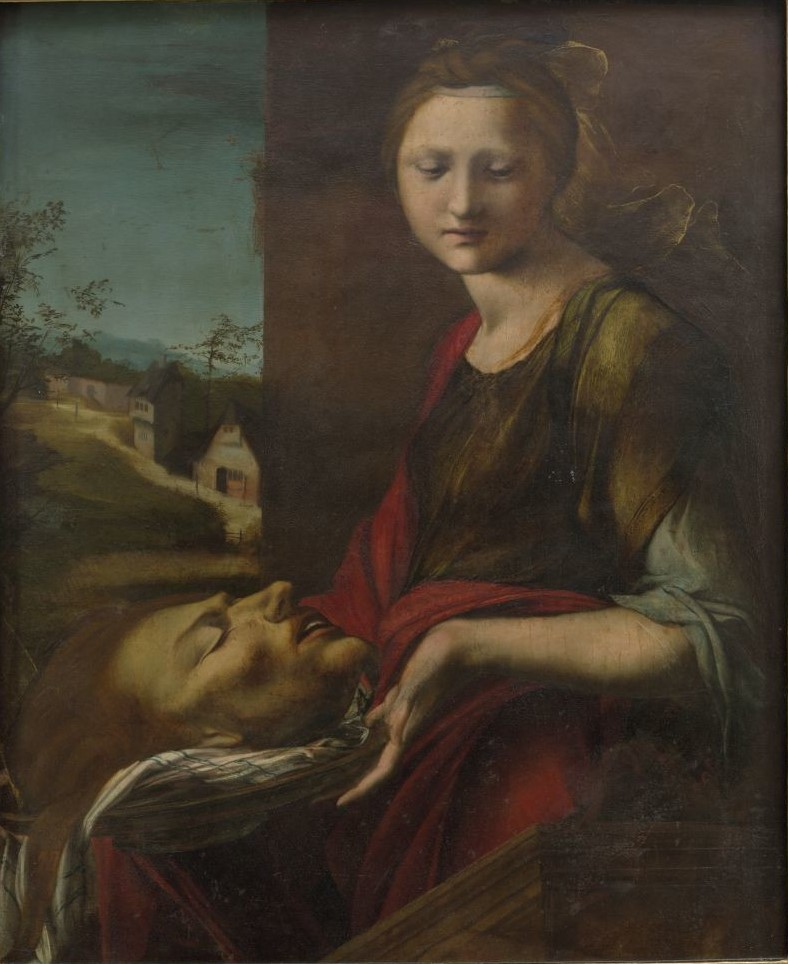
Salome, oljemålning av Alonso Berruguete.

Alonso Berruguete, född omkring 1486, död 1561, var en spansk konstnär.
Alonso Berruguete införde i Spanien den italienska högrenässansen och rönte uppmuntran bland annat av Karl V. Berruguete utförde stora gravmonument och altaruppsatser, till exempel Salamanca och Valladolid, praktfulla målningar i skulpturerat ramverk och var den främste mästaren för de berömda korstolarna i katedralen i Toledo, ett rikt arbete i trä, alabaster och marmor. Som bildhuggare representerar han Michelangelos riktning och blev föregångare för den polykroma skulpturen i Spanien. Som dekoratör och arkitekt blev han ledare för den livfulla, men svulstiga så kallade platereskstilen.